# 44-es főút
44-es főút (ungarisch für ‚Hauptstraße 44‘) ist eine ungarische Hauptstraße. Parallel zu der Straße ist die Autobahn Autópálya M44 in Planung und teilweise im Bau.

## Verlauf
Die Straße beginnt an der 5-ös főút (Hauptstraße 5) am Stadtrand von Kecskemét, verläuft von dort generell nach Osten, überquert hinter Lakitelek die Theiß, führt nördlich an Kunszentmárton vorbei, überquert die Körös (Kreisch), verläuft weiter durch Szarvas, umgeht dann die Stadt Békéscsaba im Norden, führt weiter südlich an Gyula vorbei und erreicht kurz hinter dieser Stadt die ungarisch-rumänische Grenze. In Rumänien setzt sie sich als Drum național 79A fort.
Die Gesamtlänge der Straße beträgt 144 Kilometer.